# 博扬·亚尼奇
博扬·亚尼奇（羅馬化：Bojan Janić，1982年11月3日—），塞尔维亚男子排球运动员。他曾代表塞尔维亚参加2008年和2012年夏季奥林匹克运动会排球比赛，最好名次是2008年奥运会的第五名。